# Stuart Kauffman
Stuart Alan Kauffman (28 settembre 1939) è un biologo e ricercatore statunitense, impegnato nello studio e nell'analisi dei sistemi complessi e della loro relazione con l'origine della vita sulla Terra.
Suoi sono i concetti di "adiacente possibile", "regno in bilico". Attraverso il lavoro sulla complessità è divenuto uno degli scienziati più influenti del settore accademico a livello mondiale. È conosciuto anche per aver teorizzato che la complessità dei sistemi biologici e degli organismi viventi deriva dall'autoorganizzazione con dinamiche distanti dall'equilibrio, e non solo dalla selezione naturale darwiniana, e per aver proposto i primi modelli di rete booleana.

## Biografia
È docente congiunto presso l'Università di Calgary in Scienze Biologiche, Fisica e Astronomia, Professore Aggiunto al Dipartimento di Filosofia. È inoltre presidente dell'ICORE (Informatics Research Circle of Excellence) e direttore dell'Institute for Biocomplexity and Informatics.
Nel 1960 si laurea al Dartmouth College, nel 1963 consegue il Bachelor of Arts (Hons) presso l'Università di Oxford e nel 1968 si laurea in medicina (M.D.) all'University of California, San Francisco. Dopo aver completato la sua formazione in medicina di emergenza, si occupa di genetica dello sviluppo attraverso l'utilizzo della mosca della frutta. Diverse sono le conferenze a cui partecipa, tra cui all'University of Chicago, all'University of Pennsylvania dal 1975 al 1995, dove fu assunto come professore di biochimica e biofisica. Nel 1987 ottiene un MacArthur Fellowship, 1987-1992.
Tra il 1986 ed il 1997 divenne famoso grazie alla sua associazione con il Santa Fe Institute, per il suo lavoro sui modelli in diversi campi della biologia. Tra questi, la ricerca sugli insiemi autocatalitici nell'origine della vita, le reti regolatorie genetiche nella biologia dello sviluppo  e il paesaggio adattativo nella biologia evolutiva.
Nel 1996, Kauffman fondò la BiosGroup, una compagnia con sede a Santa Fe, che impiega una strategia dei sistemi complessi per risolvere problemi di carattere economico. All'inizio del 2003 la BiosGroup, di cui Kauffman era dirigente, viene acquistata dalla NuTech Solutions.
Dal 2005 al 2009 Kauffman ha tenuto una cattedra congiunta all'Università di Calgary in Scienze biologiche e Fisica e Astronomia. È stato professore a contratto presso il Dipartimento di Filosofia dell'Università di Calgary e  presidente  dell’iCORE (Informatics Research Circle of Excellence), oltre che direttore dell'Istituto per la biocomplessità e l'informatica. Kauffman è stato anche invitato ad aiutare a lanciare l'iniziativa Science and Religion presso la Harvard Divinity School; professore ospite nel 2009.
Nel gennaio 2009 Kauffman è diventato professore emerito in Finlandia (FiDiPro) alla Tampere University of Technology, Dipartimento di elaborazione dei segnali. L’incarico si è concluso a dicembre 2012. L'oggetto del progetto di ricerca FiDiPro è lo sviluppo di modelli stocastici ritardati di reti di regolazione genetica basati su dati di espressione genica a livello di singola molecola.
Nel gennaio 2010 Kauffman è entrato a far parte della facoltà dell'Università del Vermont, dove ha continuato a lavorare per due anni con il Complex Systems Center di UVM. Dall'inizio del 2011 ad aprile 2013, Kauffman ha contribuito regolarmente al blog di NPR, Cosmos and Culture,con argomenti che spaziano dalle scienze della vita, la biologia dei sistemi e la medicina, alla spiritualità, all'economia e alla legge . Kauffman è anche un collaboratore regolare di Edge.org.
Nel maggio 2013 Kauffman è entrato all'Institute for Systems Biology, a Seattle, Washington. Dopo la morte di sua moglie, insieme ad altri, Kauffman ha co-fondato Transforming Medicine: The Elizabeth Kauffman Institute.
Nel 2014, Kauffman con Samuli Niiranen e Gabor Vattay ottenne un brevetto di fondazione sul “Poised realm” (“Regno in bilico”, vedi sotto), un apparentemente nuovo "stato della materia" sospeso in bilico tra regni quantici e classici.
Nel 2015, Kauffman è stato invitato ad aiutare ad avviare una discussione generale sul ripensamento della crescita economica per le Nazioni Unite. Attualmente sta anche svolgendo ricerche con il professor Teppo Felin dell'Università di Oxford.
Nel 2016, Kauffman ha scritto una storia per bambini: Patrick, Rupert, Sly & Gus Protocells: una narrazione sulla creazione di nicchie imprevedibili nella biosfera.
Realizzando il desiderio giovanile di diventare un drammaturgo, Kauffman ha scritto anche due spettacoli teatrali: "L'Illuminismo del reverendo Joseph Smith" (2016) e un testo teatrale, con Alex Cantarelli come coautore, dedicato al salvataggio degli ebrei danesi nel 1943 , intitolato “The Stones would weep” (“Anche le pietre piangeranno") (2017).
Nel 2017, esplorando il concetto che la realtà consiste sia di "Possibles" (Res potentia) ontologicamente reali sia di "Actuals" (Res extensa) ontologicamente reali, Kauffman è stato coautore, con Ruth Kastner e Michael Epperson di: Taking Heisenberg's Potentia Seriously.

## Attività
È conosciuto per aver sostenuto che la complessità dei sistemi biologici e degli organismi viventi potrebbe essere dovuta, sia alla auto-organizzazione propria degli stessi organismi viventi e a dinamiche lontane dall'equilibrio, quanto alla selezione naturale darwiniana.
L'idea di "Fitness Landscapes" utilizza modelli di simulazione al computer per rappresentare come gli organismi interagiscono con i loro ambienti per migliorare le proprie abilità per sopravvivere.
Suo è il concetto di "Adiacente possibile" come una sorta di meccanismo di ricombinazione dei dati a disposizione per utilizzi differenti da quelli previsti, concetto che accomuna tutti gli elementi della biosfera così come i processi cognitivi.
Con il concetto di "Poised Realm" ("regno dell'equilibrio") egli vuole suggerire “una nuova interpretazione ontologica della meccanica quantistica non relativistica, simile a Heisenberg, basata su potenza ontologicamente reale, Res potentia e atto ontologicamente reale, Res extensa, legati per misurazione. Questa proposta potrebbe sostituire la non-località."

## Fitness landscapes

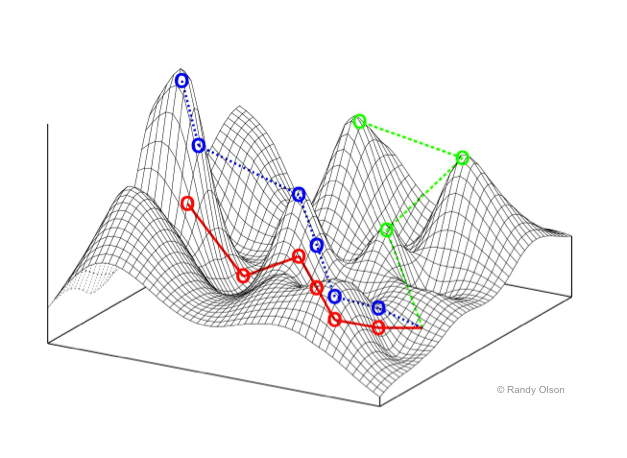
Visualizzazione di due dimensioni di un paesaggio fitness NK. Le frecce rappresentano vari percorsi mutazionali che la popolazione potrebbe seguire mentre si evolve nel panorama del fitness.

Il modello NK di Kauffman definisce uno spazio di fase combinatoria, costituito da ogni stringa (scelta da un dato alfabeto) di lunghezza {\displaystyle N}. Per ogni stringa in questo spazio di ricerca, viene definito un valore scalare (chiamato fitness). Se viene definita una metrica di distanza tra le stringhe, la struttura risultante è un paesaggio. 
I valori di fitness sono definiti in base all'incarnazione specifica del modello, ma la caratteristica chiave del modello NK è che l'idoneità di una determinata stringa {\displaystyle S}è la somma dei contributi di ciascun locus {\displaystyle S_{i}} nella stringa:
{\displaystyle F(S)=\sum _{i}f(S_{i}),}
e il contributo di ciascun locus in generale dipende dal valore di {\displaystyle K}(other loci):
{\displaystyle f(S_{i})=f(S_{i},S_{1}^{i},\dots ,S_{K}^{i}),\,}
dove {\displaystyle S_{j}^{i}} sono gli altri luoghi dai quali il fitness {\displaystyle S_{i}}dipende.
Quindi, la funzione fitness 
{\displaystyle f(S_{i},S_{1}^{i},\dots ,S_{K}^{i})}
è una mappatura tra stringhe di lunghezza K + 1 e scalari, che il lavoro successivo di Weinberger chiama "contributi fitness". Tali contributi di idoneità sono spesso scelti a caso da una determinata distribuzione di probabilità. 
Nel 1991, Weinberger ha pubblicato un'analisi dettagliata del caso in cui {\displaystyle 1<<k\leq N} e i contributi fitness vengono scelti in modo casuale. La sua stima analitica del numero di optima locali è stata successivamente dimostrata difettosa. Tuttavia, gli esperimenti numerici inclusi nell'analisi di Weinberger supportano il suo risultato analitico che l'idoneità attesa di una stringa è normalmente distribuita con una media di circa  {\displaystyle \mu +\sigma {\sqrt {{2\ln(k+1)} \over {k+1}}}} con una varianza di approssimazione di {\displaystyle {{(k+1)\sigma ^{2}} \over {N[k+1+2(k+2)\ln(k+1)]}}}.

## Pubblicazioni
- (EN)  Kauffman, S. A.; McCulloch, W. S. (1967). "Random Nets of Formal Genes. Quarterly Progress Report 34". Research Laboratory of Electronics, Massachusetts Institute of Technology.
- (EN)  Kauffman, Stuart (1969). "Metabolic stability and epigenesis in randomly constructed genetic nets". Journal of Theoretical Biology. 22 (3): 437–467. PMID 5803332. doi:10.1016/0022-5193(69)90015-0.
- (EN) Kauffman, S. A. (1971a). "Cellular Homeostasis, Epigenesis, and Replication in Randomly Aggregated Macromolecular Systems". Journal of Cybernetics. 1: 71–96. doi:10.1080/01969727108545830.
- (EN) Kauffman, S. A. (1971b). "Differentiation of Malignant to Benign Cells". Journal of Theoretical Biology. 31 (3): 429–451. PMID 5556142. doi:10.1016/0022-5193(71)90020-8.
- (EN) Kauffman, Stuart (August 1991). "Antichaos and Adaptation" (PDF). Scientific American. 265 (2): 78–84. doi:10.1038/scientificamerican0891-78. Retrieved 2015-04-28.
- (EN) Kauffman, S. A.; Johnsen, S (1991). "Co-Evolution to the Edge of Chaos: Coupled Fitness Landscapes, Poised States, and Co-Evolutionary Avalanches". Journal of Theoretical Biology. 149 (4): 467–505. doi:10.1016/s0022-5193(05)80094-3.
- (EN) Kauffman, Stuart (2004). "Autonomous Agents". In Barrow, John D.; Davies, Paul C. W.; Harper, Charles L. Jr. Science and Ultimate Reality: Quantum Theory, Cosmology, and Complexity. Cambridge University Press. ISBN 978-0521831130.
- (EN) Kauffman, Stuart (2004). "Prolegomenon to a General Biology". In Dembski, William A.; Ruse, Michael. Debating Design: From Darwin to DNA. Cambridge University Press. ISBN 978-1139459617.
- (EN) Kauffman, Stuart A. (November 12, 2006). "Beyond reductionism: Reinventing The Sacred". Edge.com. Edge Foundation. Retrieved 2015-04-28.
- (EN) Hanel, R.; Kauffman, S. A.; Thurner, S. (2007). "Towards a Physics of Evolution: Critical Diversity Dynamics at the Edges of Collapse and Bursts of Diversification". Physical Review E. 76 (3): 036110. Bibcode:2007PhRvE..76c6110H. doi:10.1103/physreve.76.036110.
- (EN) Kauffman, Stuart (May 7, 2008). "Why Humanity Needs a God of Creativity". New Scientist. 198 (2655): 52–53. doi:10.1016/s0262-4079(08)61171-9. Retrieved 2015-04-28.
- (EN) Nykter, M.; Price, N. D.; Aldana, M.; Ramsey, S. A.; Kauffman,, S. A.; Hood, L.; Yli-Harja, O.; Shmulevich, I. (2008). "Gene Expression Dynamics in the Macrophage Exhibit Criticality". Proc Natl Acad Sci USA. 105 (6): 1897–1900. Bibcode:2008PNAS..105.1897N. PMC 2538855 Freely accessible. PMID 18250330. doi:10.1073/pnas.0711525105.
- (EN) Huang, S.; Hu, L.; Kauffman, S.; Zhang, W.; Shmulevich, I. (2009). "Using cell fate attractors to uncover transcriptional regulation of HL60 neutrophil differentiation". BMC Systems Biology. 3: 20. doi:10.1186/1752-0509-3-20.
- (EN) Huang, S.; Kauffman, S. A. (2009). "Complex Gene Regulatory Networks - from Structure to Biological Observables: Cell Fate Determination". In Meyers, R. A. Encyclopedia of Complexity and Systems Science. Springer. ISBN 978-0-387-75888-6.
- (EN) Kauffman, S. A. (2011). "Approaches to the Origin of Life on Earth". Life. 1 (1): 34–48. doi:10.3390/life1010034.
- (EN) Longo, G.; Montévil, M.; Kauffman, S. (January 2012). "No entailing laws, but enablement in the evolution of the biosphere". arXiv:1201.2069 Freely accessible [q-bio.OT].
- (EN) Kauffman, Stuart; Hill, Colin; Hood, Leroy; Huang, Sui (2014b). "Transforming Medicine: A Manifesto". Scientific American Worldview. Retrieved 2015-04-28.
- (EN) Kauffman, Stuart (October 2014). "Beyond the Stalemate: Conscious Mind-Body - Quantum Mechanics - Free Will - Possible Panpsychism - Possible Interpretation of Quantum Enigma". arXiv:1410.2127 Freely accessible [physics.hist-ph].
- (EN) Felin, T.; Kauffman, S.; Koppl, R.; Longo, G. (December 2014). "Economic Opportunity and Evolution: Beyond Landscapes and Bounded Rationality". Strategic Entrepreneurship Journal. 8 (4): 269–282. SSRN 2197512 Freely accessible. doi:10.1002/sej.1184.
- (EN) Vattay, G.; Salahub, D.; Csaibai, I.; Nassmi, A.; Kauffman, S. (February 2015). "Quantum Criticality at the Origin of Life". arXiv:1502.06880 Freely accessible.
- (EN) Kauffman, S. (2016). "Answering Descartes: Beyond Turing". In Cooper, S. Barry; Hodges, Andrew. The Once and Future Turing. Cambridge University Press.

in lingua italiana
- Stuart Kauffman, A casa nell'universo, Editori Riuniti, Roma, 2001. ISBN 9788835948971
- Stuart Kauffman, Esplorazioni evolutive, Biblioteca Einaudi, Torino, 2005. ISBN 9788806163211